# Ryszard Jędrzejczak
Ryszard Jędrzejczak – doktor nauk ekonomicznych, adiunkt w Katedrze Strategii i Zarządzania Wartością Przedsiębiorstwa na Wydziale Zarządzania Uniwersytetu Łódzkiego. Specjalizuje się w tworzeniu i nadzorze procesów optymalizacyjnych, mających na celu zwiększenie efektywności funkcjonowania podmiotów.

## Życiorys
W 1996 r. pozyskał kapitał zagraniczny i utworzył oddział Raab Karcher Materiały Budowlane (później Saint Gobain), największego dostawcy materiałów budowlanych, techniki sanitarnej i grzewczej oraz płytek ceramicznych w Niemczech. Prowadził całość inwestycji, począwszy od pozyskania terenu, opracowanie business planu, projekt architektoniczny, budowę oddziału i jego organizację, a także działalność firmy w regionie. W latach 2003–2009 pracował koncernie Lafarge jako manager regionalny odpowiedzialny za Polskę i kraje Europy Wschodniej. Utworzył struktury dystrybucji materiałów budowlanych na rynkach w Rosji, Kazachstanie, Ukrainie, Azerbejdżanie, Gruzji, Armenii i w krajach bałtyckich.
W 2009 roku rozpoczął pracę w niemieckiej firmie Techem, która zajmuje się zarządzaniem energią i optymalizacją kosztów energii cieplnej i wody. Przez 5 lat pracy doprowadził do ponad 2,5-krotnego wzrostu obrotów, zoptymalizowana została struktura organizacyjna, a firma zdobyła 1 miejsce pod kątem ilości obsługiwanych klientów. Jędrzejczak był odpowiedzialny za Polskę i Kraje Bałtyckie.
Podczas pracy w Spółce Exalo, która zatrudniała 3600 pracowników, należącej do PGNiG, organizował struktury firmy po konsolidacji pięciu największych firm z branży poszukiwań ropy naftowej i gazu ziemnego. Zoptymalizowane zostały koszty operacyjne i struktura zatrudnienia pod nazwą Exalo S.A. Spółka posiadała także oddziały zagraniczne między innymi w Kazachstanie, Afryce, Dubaju, Litwie, Pakistanie, Czechach i Litwie. Największym sukcesem było pozyskanie do współpracy potentata w branży gazowej - firmy Saudi Aramco z Arabii Saudyjskiej, do której należą największe złoża ropy naftowej i gazu ziemnego na świecie. Ryszard Jędrzejczak współpracował też z sześcioma branżowymi związkami zawodowymi w celu wspólnego wypracowywania zasad współpracy w ramach nowej struktury organizacyjnej.
Ryszard Jędrzejczak optymalizował struktury firmy Aquarius Management działającej w obszarze dewelopersko-medyczno-logistycznym. Firma została poddana gruntownej restrukturyzacji i optymalizacji, a także pozyskała nowe projekty.
Społecznie działa jako Prezes Zarządu Polskiego Stowarzyszenia Budowniczych Domów z siedzibą w Warszawie. Jest również członkiem komitetu Audytu Przedsiębiorstwa Modernizacji Urządzeń Energetycznych REMAK S.A., który należy do holdingu ZARMEN i działa na rzecz przemysłu energetycznego, wydobywczego i koksowniczego z siedzibą w Chorzowie.